# 라르나카 국제공항
라르나카 국제공항(영어: Larnaca International Airport, 그리스어: Διεθνής Aερολιμένας Λάρνακας)은 키프로스의 해양 도시인 라르나카에 있는 국제공항으로 국영 항공사인 키프로스 항공의 허브 공항이다.
터키군의 침공으로 폭파되어 폐허가 된 니코시아 국제공항이 1977년에 봉쇄된 이래 사실상 키프로스 제 1의 관문 역할을 하고 있다.

## 운항 노선

### 국제선
| 항공사                     | 목적지 |
| -------------------------- | --- |
| 키프로스 항공              | 암스테르담, 아테네, 베이루트, 프랑크푸르트, 런던(히드로), 모스크바(셰레메티예보), 뮌헨, 파리(샤를 드 골), 소피아, 텔아비브(벤구리온), 테살로니키, 취리히 계절편: 헤라클리온, 로마(레오나르도 다 빈치), 빈 전세 계절편: 카발라, 런던(개트윅), 미코노스, 산토리니 |
| 노르웨이 에어 셔틀         | 런던(개트윅), 오슬로(가르데르모엔) 계절편: 코펜하겐, 스톡홀름(알란다) 전세 계절편: 헬싱키, 스타방에르 |
| 콘도르                     | 계절편: 베를린(쇠네펠트), 뒤셀도르프, 라이프치히(할레), 함부르크, 하노버, 뮌헨, 슈투트가르트 |
| 에게 항공                  | 아테네, 테살로니키 계절편: 헤라클리온, 로도스 |
| 트래블 서비스 항공         | 전세편: 브르노, 부다페스트, 오스트라바, 프라하, 바르샤바(쇼팽) |
| 스마트 플래닛 항공         | 전세 계절편: 벨파스트(인터내셔널), 빌뉴스, 브르노, 오스트라바, 프라하 |
| 제트투컴                   | 계절편: 이스트미들랜드, 리즈(브래드포드), 멘체스터 |
| 모나크 항공                | 버밍엄, 리즈(브래드포드), 멘체스터 계절편: 런던(개트윅), 런던(루턴) |
| 토마스쿡 항공              | 전세 계절편: 애버딘, 벨파스트, 버밍엄, 브리스틀, 카디프, 이스트미들랜드, 글래스고(인터내셔널), 런던(개트윅), 런던(루턴), 런던(스탠스테드), 멘체스터, 뉴캐슬 |
| 우랄 항공                  | 계절편: 예카테린부르크 전세 계절편: 사마라, 우파 |
| 야쿠티아 항공              | 크라스노다르, 미네랄니에보디 |
| 노드윈드 항공              | 전세 계절편: 크라스노야르스크, 노보시비르스크 |
| 트랜스아에로 항공          | 모스크바(도모데도보) 계절편: 노보시비르스크, 상트페테르부르크, 페름 전세 계절편: 카잔, 크라스노다르, 크라스노야르스크, 우파 |
| 아에로플로트               | 모스크바(셰레메티예보) |
| 로시야 항공                | 상트페테르부르크 |
| LOT 폴란드 항공            | 바르샤바(쇼팽) |
| 루프트한자                 | 뮌헨 계절편: 프랑크푸르트 |
| TUI플라이                  | 계절편:바젤(뮐루즈) |
| 우크라이나 국제항공        | 키이우(보리스필) |
| 마한 에어                  | 계절 전세편: 테헤란(이맘호메이니) |
| 에어 몰도바                | 아테네, 키시너우 |
| 에어 세르비아              | 베오그라드 |
| 에어발틱                   | 리가 |
| 아르키아 이스라엘 항공     | 텔아비브(벤구리온) |
| 엘알 이스라엘 항공         | 텔아비브(벤구리온) |
| UP 항공                    | 텔아비브(벤구리온) |
| 오스트리아 항공            | 빈 |
| 벨라비아 항공              | 민스크 |
| 블루 에어                  | 부쿠레슈티 |
| 영국항공                   | 런던(개트윅), 런던(히드로) |
| 불가리아 항공              | 소피아 전세 계절편: 베르나 |
| 에델바이스 에어            | 계절편: 제네바, 취리히 |
| 스위스 국제항공            | 계절편: 취리히 |
| 트레블 서비스 항공         | 계절편: 프라하 |
| TAROM                      | 부쿠레슈티 |
| 타타르스탄 항공            | 전세 계절편: 카잔 |
| 이집트 항공                | 카이로 |
| 에미레이트 항공            | 두바이, 몰타 |
| 에티하드 항공              | 아부다비 |
| 핀에어                     | 전세 계절편: 헬싱키 |
| 이지젯                     | 리버풀, 런던(개트윅), 런던(히드로) |
| 이지젯 스위스              | 바젤(뮐루즈) |
| 게르마니아                 | 전세 계절편: 멘체스터 |
| 걸프 에어                  | 바레인 |
| 중동 항공                  | 베이루트 |
| 니키 항공                  | 빈 |
| 노드스타 항공              | 전세 계절편: 상트페테르부르크 |
| 카타르 항공                | 도하 |
| 로얄 요르단 항공           | 암만(퀸 알리아) |
| 스칸디나비아 항공          | 계절편: 오슬로(가르데르모엔) |
| 트랜스아비아닷컴 프랑스    | 계절편: 낭트, 파리(오를리) |
| 위즈 에어                  | 베오그라드, 부쿠레슈티, 부다페스트, 카토비체, 소피아 |
| 위즈 에어 우크라이나       | 도네츠크, 키이우(줄리야니) |
| 토마스쿡 항공 스칸디나비아 | 전세 계절편: 베르겐, 코펜하겐, 예테보리(란테보리), 말뫼, 오슬로(가르데르모엔), 스톡홀름(알란다) |
| 톰슨 항공                  | 전세 계절편: 버밍엄, 브리스틀, 카디프, 동카스터(셰필드), 더블린, 이스트미들랜드, 엑세터, 글래스고(인터내셔널), 런던(개트윅), 런던(루턴), 멘체스터, 뉴캐슬 |

### 화물 노선
| 항공사          | 목적지                     |
| --------------- | -------------------------- |
| CAL 화물항공    | 리에주, 텔아비브(벤구리온) |
| ASL 항공 벨기에 | 아테네, 리에주             |